# One (Anna Christoffersson-album)
One är ett musikalbum från 2008 med jazzsångerskan Anna Christoffersson.

## Låtlista
Text och musik av Anna Christoffersson om inte annat anges.
1. Home (Pandeiro) (Pablo Donaldo/Anna Christoffersson) – 3:15
2. I Am Love – 3:50
3. Get Away (Pablo Donaldo/Anna Christoffersson) – 4:09
4. One (Pablo Donaldo/Anna Christoffersson) – 4:12
5. Honey – 4:51
6. Angel (Pablo Donaldo/Anna Christoffersson) – 4:33
7. Breathe – 3:35
8. That Day (Pablo Donaldo/Anna Christoffersson) – 4:45
9. Why – 5:35
10. All Around/Outro – 10:15

## Medverkande
- Anna Christoffersson – sång
- Reine Fiske – gitarr
- Steve Dobrogosz – piano
- Peter Forss – bas
- Janne Robertson – trummor

## Recensioner
- Svenska Dagbladet 2008-01-23